# Saropogon rubricosus
Saropogon rubricosus là một loài ruồi trong họ Asilidae. Saropogon rubricosus được Bezzi miêu tả năm 1916. Loài này phân bố ở miền Ấn Độ - Mã Lai.